# Verwelkingsziekte
Verwelkingsziekte (veroorzaakt door Verticillium-species, bepaalde schimmel-soorten) is een veel voorkomende plantenziekte, die onder andere voorkomt bij de tomaat, aardbei, luzerne, paardenkastanje, passiebloemen en esdoorn. Deze ziekte kan ook tuinplanten, zoals grootbloemige clematissen aantasten, maar komt gewoonlijk vaker voor in de broeikas of tropische tuin.
Deze schimmels komen vaak voor in natte grond en kunnen verspreid worden door messen en snoeischaren tijdens het snoeien. De schimmel dringt de plant via de wortels binnen en verstoort de sapstroom waardoor de plant verwelkt en afsterft.
Geïnfecteerde planten moeten vernietigd worden en de aarde waarin ze groeien moet verwijderd worden om verdere besmetting te voorkomen. Voordat er nieuwe planten kunnen worden aangeplant moet de bodem worden ontsmet met een bodemsterilisator.
In de cultuuraardappel zijn resistentiegenen geïdentificeerd en gekloneerd (Kawchuck en Simko).